# Modúbar de la Emparedada
Modúbar de la Emparedada è un comune spagnolo di 639 abitanti situato nella comunità autonoma di Castiglia e León.